# Francesco Cetti
Francesco Cetti (Mannheim, 9 agosto 1726 – Sassari, 20 novembre 1778) è stato un gesuita, zoologo e matematico italiano.

## Biografia
Francesco Cetti nacque in Germania da genitori di origine comasca. Studiò presso il collegio gesuita di Monza. All'età di 16 anni, il 12 ottobre 1742, entrò come novizio nella Compagnia di Gesù. Tra il 1744 e il 1747 Cetti studiò retorica e filosofia nell’Archiginnasio di Brera a Milano, dove, dal 1748 al 1749, fu professore di filosofia e matematica. L'anno seguente, Cetti insegnò scienze umanistiche a Bormio. Studiò teologia a Milano dal 1752 al 1756. Nel 1755 Cetti fu ordinato sacerdote. Il 2 febbraio 1760 prese i quattro voti dei gesuiti.
Nel 1765 fu mandato in Sardegna con altri scienziati dal ministro Giovanni Battista Lorenzo Bogino con l'incarico di migliorare il livello dell'educazione impartita nelle università dell'isola; l'anno seguente gli fu affidata la cattedra di matematica presso l'Università di Sassari, posizione che mantenne fino alla sua morte.

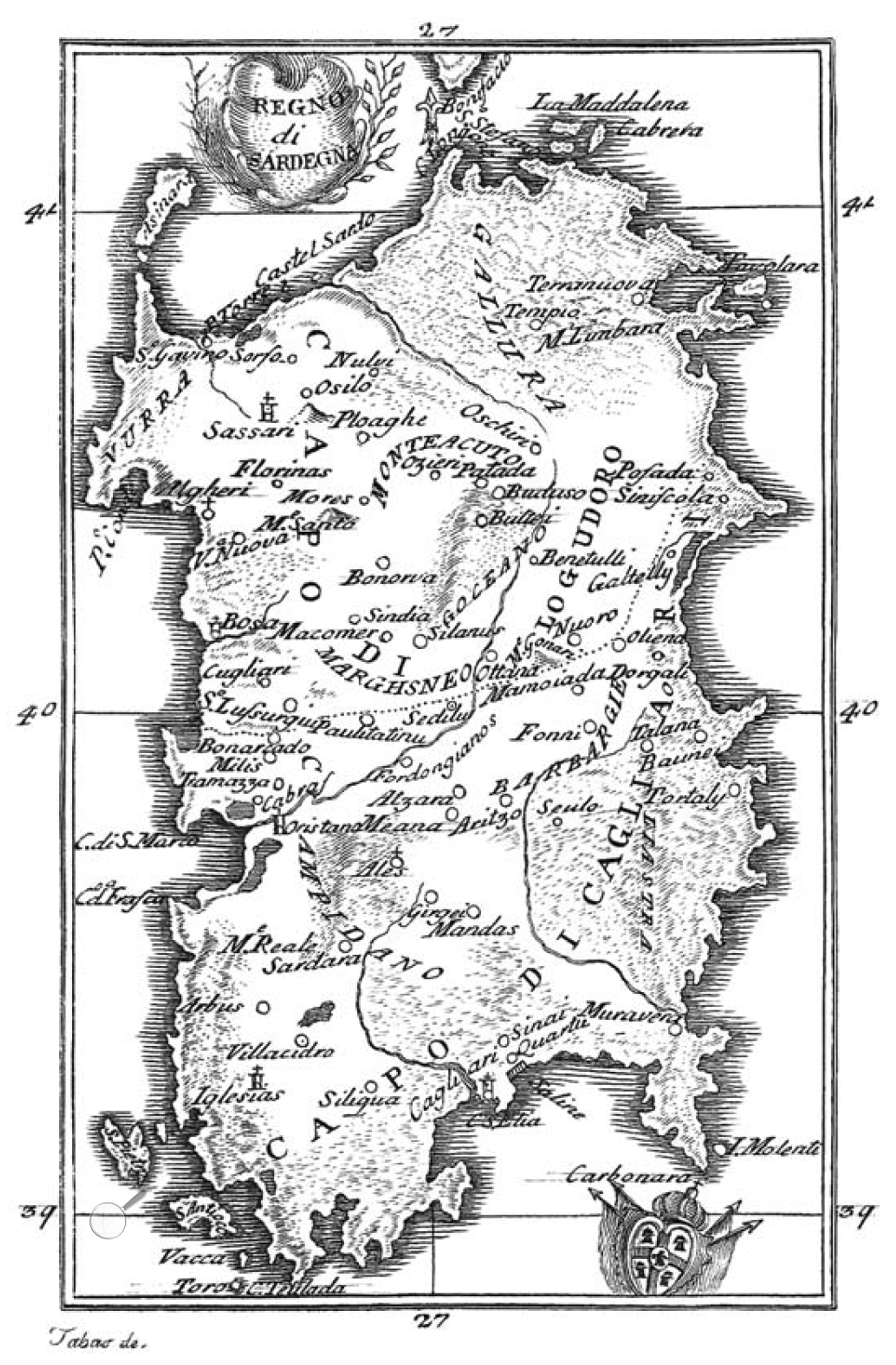
Mappa della Sardegna tratta dal primo volume della Storia Naturale della Sardegna di Cetti

Cetti compì diverse escursioni nei dintorni di Sassari, raccogliendo le sue osservazioni e i suoi studi nell'opera Storia Naturale di Sardegna (1774-78), suddivisa in 4 volumi (Quadrupedi di Sardegna, 1774; Gli Uccelli di Sardegna, 1776; Appendice alla Storia dei quadrupedi di Sardegna, 1777; Anfibi e Pesci di Sardegna, 1778). Progettava di scrivere un quinto volume dedicato ai fossili, ma non ebbe tempo di completare la sua opera.
Cetti è ricordato nel nome scientifico dell'usignolo di fiume, Cettia cetti.

## Pubblicazioni
Edizioni originali
- Storia naturale di Sardegna. 4 Volumi, Giuseppe Piattoli, Sassari 1774–1778.
  - I quadrupedi di Sardegna. Giuseppe Piattoli, Sassari 1774 (online).
  - Gli uccelli di Sardegna. Giuseppe Piattoli, Sassari 1776 (online).
  - Appendice alla Storia naturale dei quadrupedi di Sardegna. Giuseppe Piattoli, Sassari 1777.
  - Anfibi e Pesci di Sardegna. Giuseppe Piattoli, Sassari 1778 (online).
- Uso della propria nobiltà. Al commendatore Don Silvio Atti die Maccarani, prendendo egli l'abito di cavaliere di Santo Stefano in Pisa l’anno 1777. Giuseppe Piattoli, Sassari 1777.

Traduzioni tedesche
- Naturgeschichte von Sardinien. J. G. Müller, Leipzig 1783–1784.
  - Band 1: Geographische Beschreibung von Sardinien. Geschichte der Säugetiere. J. G. Müller, Leipzig 1783.
  - Band 2: Geschichte der Vögel. J. G. Müller, Leipzig 1784.
  - Band 3: Geschichte der Amphibien und Fische. J. G. Müller, Leipzig 1784.
- Naturgeschichte von Sardinien. Neue Ausgabe. J. G. Müller, Leipzig 1799